# NASAMS
Il NASAMS, acronimo di National Advanced Surface-to-Air Missile System, è un sistema d'arma antiaereo a corto e medio raggio prodotto da Kongsberg Defence & Aerospace e Raytheon Technologies, efficace contro velivoli ad ala fissa, elicotteri, aeromobili a pilotaggio remoto e missili da crociera. Il NASAMS è stato il primo sistema a impiegare gli AIM-120 AMRAAM in modalità terra-aria e la versione NASAMS 3 può lanciare anche AIM-9 Sidewinder, IRIS-T e AMRAAM-ER.

## Caratteristiche
Un sistema NASAMS è modulare e comprende sistemi di lancio, sistemi di gestione della battaglia Fire Distribution Center, radar 3D Raytheon AN/MPQ-64 Sentinel, sensori elettro-ottici e un posto di comando.
Il NASAMS è stato concepito per impiegare missili a medio raggio Beyond Visual Range a guida radar attiva AIM-120 AMRAAM e, dalla versione NASAMS 3, può lanciare anche AMRAAM-ER e IRIS-T a guida radar attiva e AIM-9X Sidewinder a guida infrarossa. Ogni lanciatore può lanciare fino a 6 missili contro un singolo bersaglio oppure contro bersagli multipli. I lanciatori possono essere sia installati su veicoli che trainabili.
Il sistema di gestione della battaglia Fire Distribution Center è un modulo C4I, adottato anche dai Coastal Defence System dotati di Naval Strike Missile e dagli HAWK XXI, aggiornamento norvegese dei propri MIM-23 Hawk, attraverso il quale è possibile gestire i Tactical Data Link, identificare e classificare le tracce radar, coordinare l'ingaggio dei bersagli e predisporre il lancio dei missili. L'FDC e il radar costituiscono l'Acquisition Radar and Control System. L'FDC può essere posizionato fino a 20 km di distanza dai radar e dai lanciatori e consente di ingaggiare fino a 72 bersagli contemporaneamente.
I sensori elettro-ottici sono installati su un veicolo leggero su cui è montato anche un telemetro laser e forniscono all'operatore del FDC immagini e video elettro-ottici e infrarossi; l'intero sistema elettro-ottico è controllato da remoto dall'FDC.

## Impiego operativo
Lo sviluppo del NASAMS è iniziato nel 1989 per produrre un sostituto per i Norwegian Advanced Hawk in servizio nelle forze armate norvegesi, nel 1993 è stato sottoposto ai lanci di prova e nel 1994 è entrato in servizio con la Kongelige Norske Luftforsvaret, dove ha raggiunto la piena capacità operativa nel 1998.  A fine anni '90 l'aeronautica norvegese ha sostituito con i NASAMS i Norwegian Adapted Hawk attivi nel Norwegian Solution (NORSOL), un sistema di difesa aerea terrestre composto anche da RBS-70, Bofors 40 mm L70 e radar Oerlikon Contraves FCS2000.
Il NASAMS è impiegato dal 2005 per la protezione dello spazio aereo di Washington ed è stato attivato per la prima volta durante l’insediamento di George W. Bush nello stesso anno.
Nella primavera del 2019 i NASAMS 2 norvegesi sono stati aggiornati a NASAMS 3 e sono stati schierati per la prima volta in un'esercitazione nel maggio dello stesso anno. Nel 2019 è stato annunciato che sono stati acquistati dall'esercito norvegese dei nuovi Mobile Ground Based Air Defence System, una cui batteria è composta da 6 M113 dotati di lanciatori per IRIS-T e da 3 NASAMS HML.

## Versioni
- NASAMS 1: integra i missili AIM-120 AMRAAM e il radar 3D AN/MPQ-64 Sentinel al sistema di gestione della battaglia norvegese C4I Fire Distribution Center; un radar e un sistema di gestione della battaglia costituiscono un centro di controllo e acquisizione. I missili sono lanciati da un lanciatore trainato da sei contenitori. Una batteria comprende 9 lanciatori da 6 contenitori, 3 centri di controllo, 4 sistemi elettro-ottici e un centro di comando.
- NASAMS 2: a inizio anni 2000 la Luftforsvaret ha aggiornato con Kongsberg Defence & Aerospace i propri sistemi a NASAMS 2, dotandoli di nuovi radar e di Tactical Data Link. Una batteria è composta da un massimo di 4 unità che comprendono ciascuna 3 lanciatori da 6 contenitori, un radar AN/MPQ-64A1 Improved Sentinel, un veicolo Fire Distribution Center e un visore elettro-ottico.[9]
- NASAMS 3: versione con contenitori Mk 2 ridisegnati in grado di lanciare, oltre agli AIM-120 AMRAAM, anche missili AIM-9X Sidewinder, IRIS-T e AMRAAM-ER; inoltre il software del radar è stato aggiornato e il sistema di comunicazione è stato cambiato.
- High Mobility Launcher: versione basata sull’HMMWV M1152 su cui è installato un sistema di lancio per 4 AIM-120 AMRAAM.[10]

## Utilizzatori

Utilizzatori del NASAMS.
NASAMS 1
NASAMS 2
NASAMS 3
Ordinato

NASAMS 1
     NASAMS 2
     NASAMS 3
     Ordinato
 Australia
- Australian Army

Sistemi NASAMS 3 ordinati nel 2019 prodotti localmente da Raytheon Australia, dotati di radar AESA e Fire Control Radar prodotti da CEA Technologies e sensori elettro-ottici prodotti da Raytheon. I sistemi saranno installati sui Thales Hawkei. I primi lanciatori sono stati consegnati nel giugno 2022.
 Cile
- Fuerza Aérea de Chile

Acquistato nel 2011.
 Finlandia
- Suomen maavoimat

24 sistemi NASAMS 2 acquistati nel 2007.
 Indonesia
- Tentara Nasional Indonesia Angkatan Udara

2 batterie di NASAMS 2 ordinate e in servizio dal 2020.
 Lituania
- Karinės oro pajėgos

3 batterie NASAMS 3 ordinate nel 2017 e ricevute a partire dal 2019.
 Norvegia
- Kongelige Norske Hæren

Aggiornati a NASAMS 3.
- Kongelige Norske Luftforsvaret

Aggiornati a NASAMS 3.
 Oman
- Al-Quwwat al-Jawiyya al-Sultaniyya al-'Umaniyya

Ordinati nel 2014 per 1,28 miliardi di dollari.
 Paesi Bassi
- Koninklijke Landmacht

2 batterie NASAMS 2 da 3 lanciatori ciascuna ordinate a dicembre 2006 ed equipaggiate con radar EADS TRML-3D.
 Qatar
- Qatar Emiri Air Force

Ordinati nel 2019.
 Spagna
- Ejército de Tierra

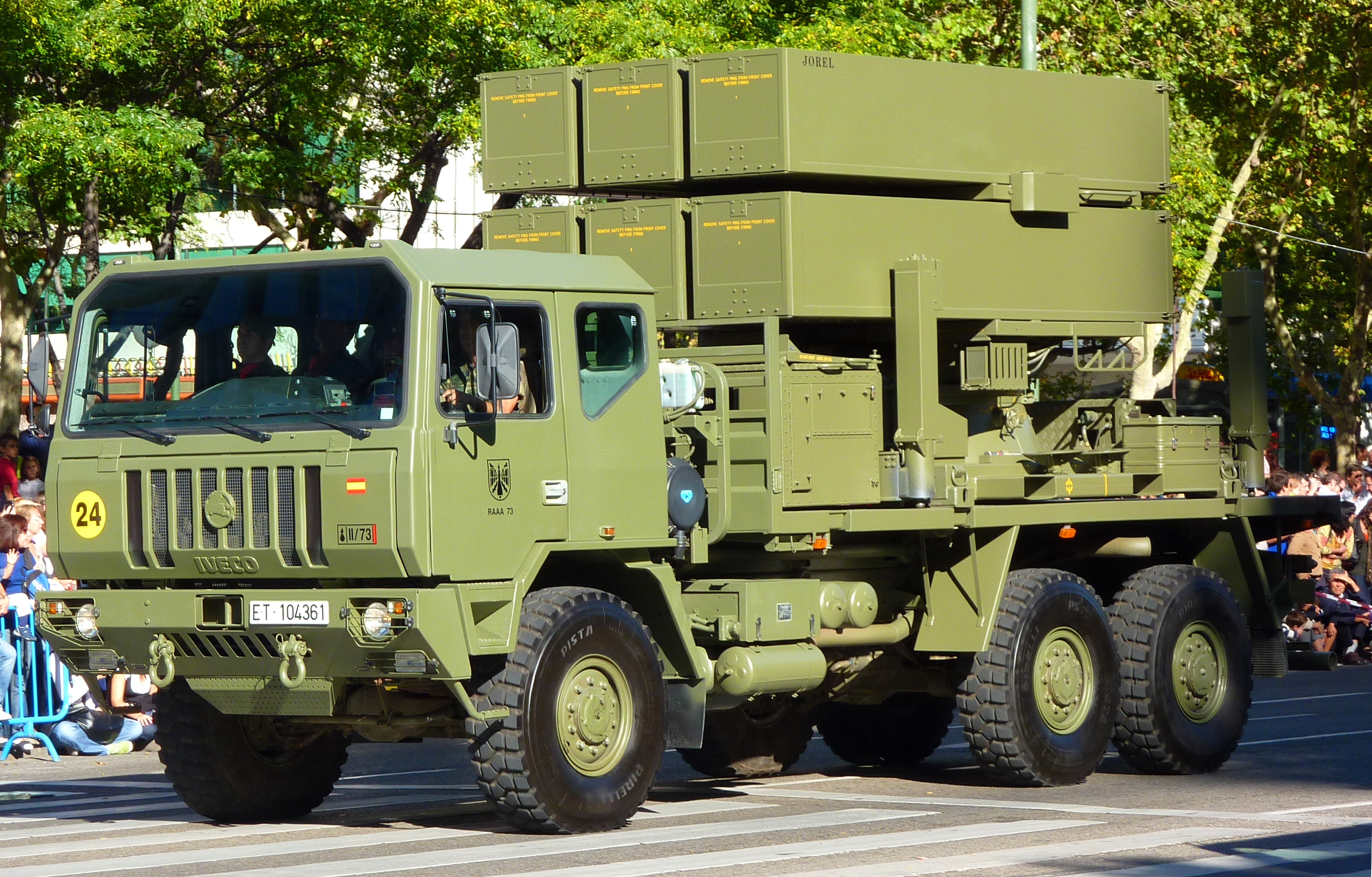
NASAMS 2 dell'Esercito spagnolo

4 batterie NASAMS 2 da 2 lanciatori ciascuna ottenute nel 2003 come parte del pagamento per le fregate Classe Fridtjof Nansen acquistate dalla Norvegia.
 Stati Uniti
- United States Army

Utilizzato dal 2005 per la protezione dello spazio aereo di Washington.
 Ucraina
- Aeronautica militare ucraina

8 batterie fornite dagli Stati Uniti durante l'invasione russa del 2022, di cui 2 parte di un pacchetto di aiuti stanziato a giugno e 6 di un pacchetto stanziato ad agosto.
 Ungheria
- Magyar légierő

Un numero sconosciuto di sistemi NASAMS è stato ordinato nel 2020 insieme a 60 AIM-120 AMRAAM per 1 miliardo di dollari complessivi.